# Kaiserliche Porzellanmanufaktur St. Petersburg
Die Kaiserliche Porzellanmanufaktur St. Petersburg (russisch Императорский Фарфоровый Завод, Imperatorski Farforowy Sawod, Imperial Porcelain Manufactory) produziert hochwertiges, handgefertigtes Porzellan im Luxussegment in St. Petersburg, Russland. Sie wurde 1744 von Dmitri Iwanowitsch Winogradow an der Newa gegründet und avancierte zur Zarenzeit zu einer der bedeutendsten Porzellanmanufakturen Europas.

## Zarenzeit

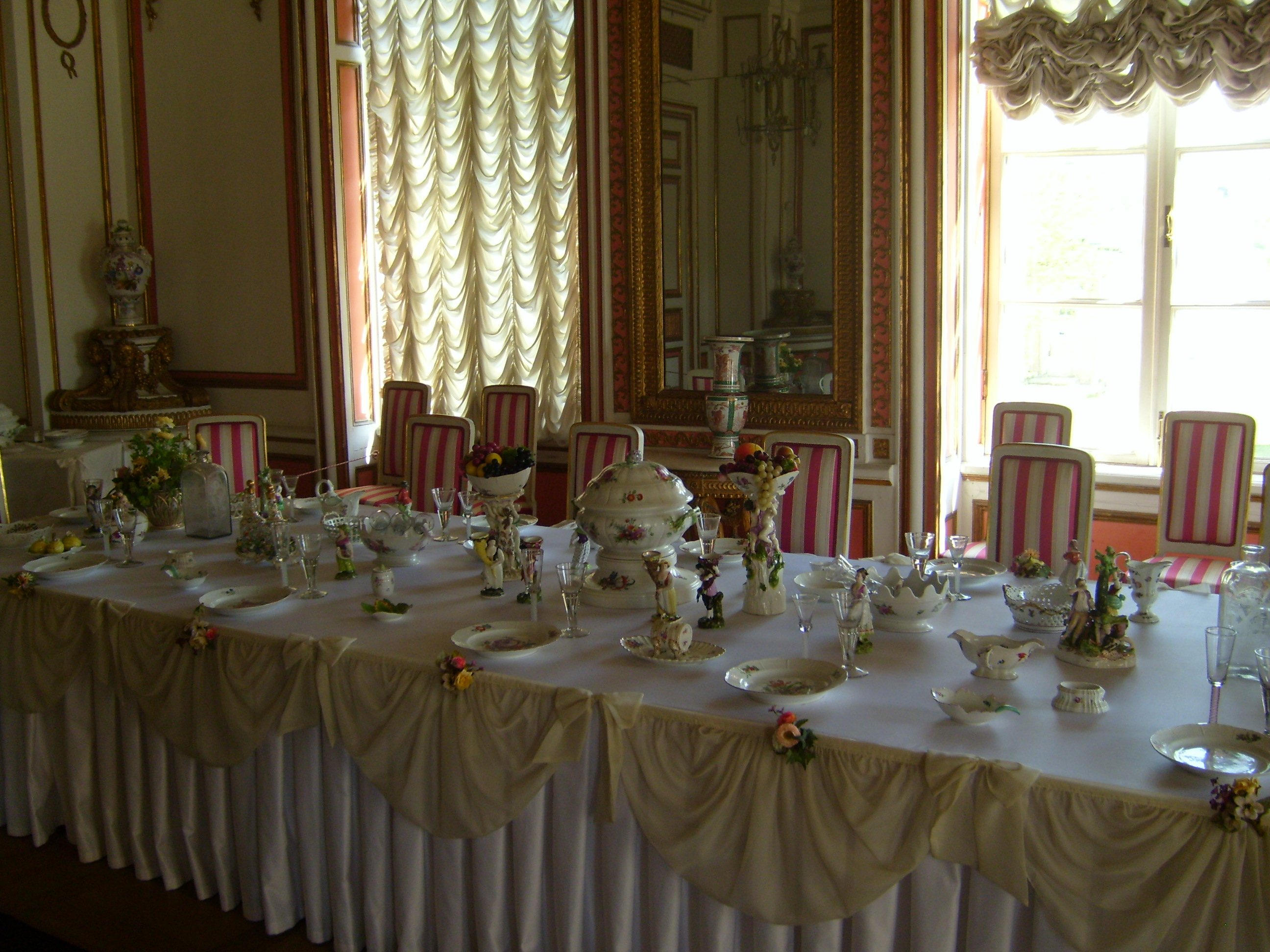
Russisches Porzellan in Kuskovo

1744 wurde die Newa-Porzilin-Manufaktur im Auftrag der Zarin Elisabeth mit dem Ziel „heimischem Handel und heimischer Kunst zu dienen“ und „zum Ruhme Russlands“ und „zur Freude Ihrer Kaiserlichen Hoheit“ als erste russische und dritte europäische Porzellanmanufaktur neben Meißen und Wien gegründet und 1765 in Kaiserliche Porzellanmanufaktur umbenannt. Die Manufaktur produzierte Porzellan fast ausschließlich für die herrschenden Romanows und den Zarenhof. Nach der Oktoberrevolution wurde sie umbenannt und erhielt 1925 den Namen Lomonossows, den sie bis 2005 trug. Am 29. Mai 2005 wurde sie umbenannt in „Kaiserliche Porzellanmanufaktur St. Petersburg“ und nahm auch die Produktion ausgewählter kaiserlicher Porzellane wieder in ihr Programm auf.
Seit dem Besuch Peter des Großen in Sachsen 1718, bei dem der Zar am sächsischen Hof erstmals mit europäischem Porzellan konfrontiert wurde, bemühten sich die Russen an das geheim gehaltene Rezept zur Porzellanherstellung zu gelangen. Der Bergbauingenieur Dmitri Iwanowitsch Winogradow, der Physik in Marburg und Chemie und Mineralogie in Freiberg studiert hatte, entwickelte schließlich die Rezeptur für Russisches Porzellan.

### 1744–1762
in der  Winogradow-Periode oder Rokokoperiode zu Regierungszeit von Elisabeth Petrowna erlangte das russische Porzellan von Winogradow eine ähnliche Qualität wie das Meißner Porzellan, obgleich die Rezeptur, die nur russische Ausgangsstoffe zuließ, an Chinesisches Porzellan erinnerte. Zu Beginn der Winogradowperiode waren die Motive noch einfach und monochrom, während gegen Ende feine Miniaturen aus Porzellan gefertigt wurden. Limitierender Faktor waren in der Anfangszeit auch die kleinen Brennöfen, die nur kleine Objekte zuließen, so dass sich insbesondere Tabaksdosen besonderer Beliebtheit erfreuten. 1756 konstruierte Winogradow einen größeren Ofen, in dem das erste Tafelservice, das „Persönliche Ihrer Majestät“ mit über 400 Teilen gebrannt wurde. Die Goldfarbe für das Porzellan wurde aus Goldmünzen des Zarenschatzes gewonnen.

### 1762–1801: Porzellan unter Katharina II. und Paul I.
Das „Goldene Zeitalter“ unter Katharina der Großen war eine Zeit des Aufschwungs für edles Russisches Porzellan. 1765 wurde die Manufaktur in Imperatorski Farforowy Sawod (IFS, Kaiserlichen Porzellan Manufaktur) umbenannt und ein neues System der Markierung mit dem Initial der Herrscherin eingeführt. 1766 wurde an der IFS eine Schule für die Kinder der Meister gegründet, die eine Lehre im keramischen Handwerk nach dem Vorbild ihrer Väter absolvierten.
Seit Beginn der Regierungszeit von Katharina der Großen war die IFS verpflichtet, höchste Porzellanqualität zu erzeugen und Gewinn zu erwirtschaften. Die Bedürfnisse des Zarenhofes an Porzellan waren groß und die fortlaufenden Bestellungen des Hofes führten die IFS zu höchster Qualität des teuren Porzellans. Das Weiße Gold der Zaren war entstanden. Zu den außergewöhnlichen Arbeiten dieser Zeit zählen das Orlowsche Toiletten- und Frühstücksservice, das die Wende von Barock zu Klassizismus einleitete, das zum 20. Thronjubiläum von A.A. Wjasemski und J.D. Rachette gefertigte „Arabesken-Service“ mit 973 Teilen für 60 Personen sowie das Kabinett-Service, ein Album archäologischer Zeugnisse und diverser römischer Denkmäler. 1780–1800 erscheinen aus der Figurenwerkstatt der IFZ ca. 60 Modelle der Völker Russlands.
Unter Paul I. (1796–1801) wurde die Entwicklung des Klassizismus im Porzellanbereich fortgesetzt. Zunehmend erscheinen Hellenistische und Römische Motive nach Vorbild des Wiener Porzellans. Die Vasen werden größer und repräsentativer. Sie sind aus mehreren Teilen zusammengesetzt. Das prunkvolle Dinner für Publikum wurde vom feinen Mittagessen im familiären Kreise abgelöst, die Service wurden künstlerisch ausgereifter aber nur noch für 8 bis 14 Personen bestimmt. So wurde zu Weihnachten 1798 vom Leiter der IFS, Fürst N.B. Jussupow ein neues Arabesken-Service überreicht. Die hohe Qualität des Porzellans zur Zeit Paul I. kommt in kleinen Tête-à-Têtes zum Ausdruck, Miniaturmalereien von Pauls Schlössern Gatschina und Pawlowsk wurden vom Zaren bevorzugt.

### 1801–1825

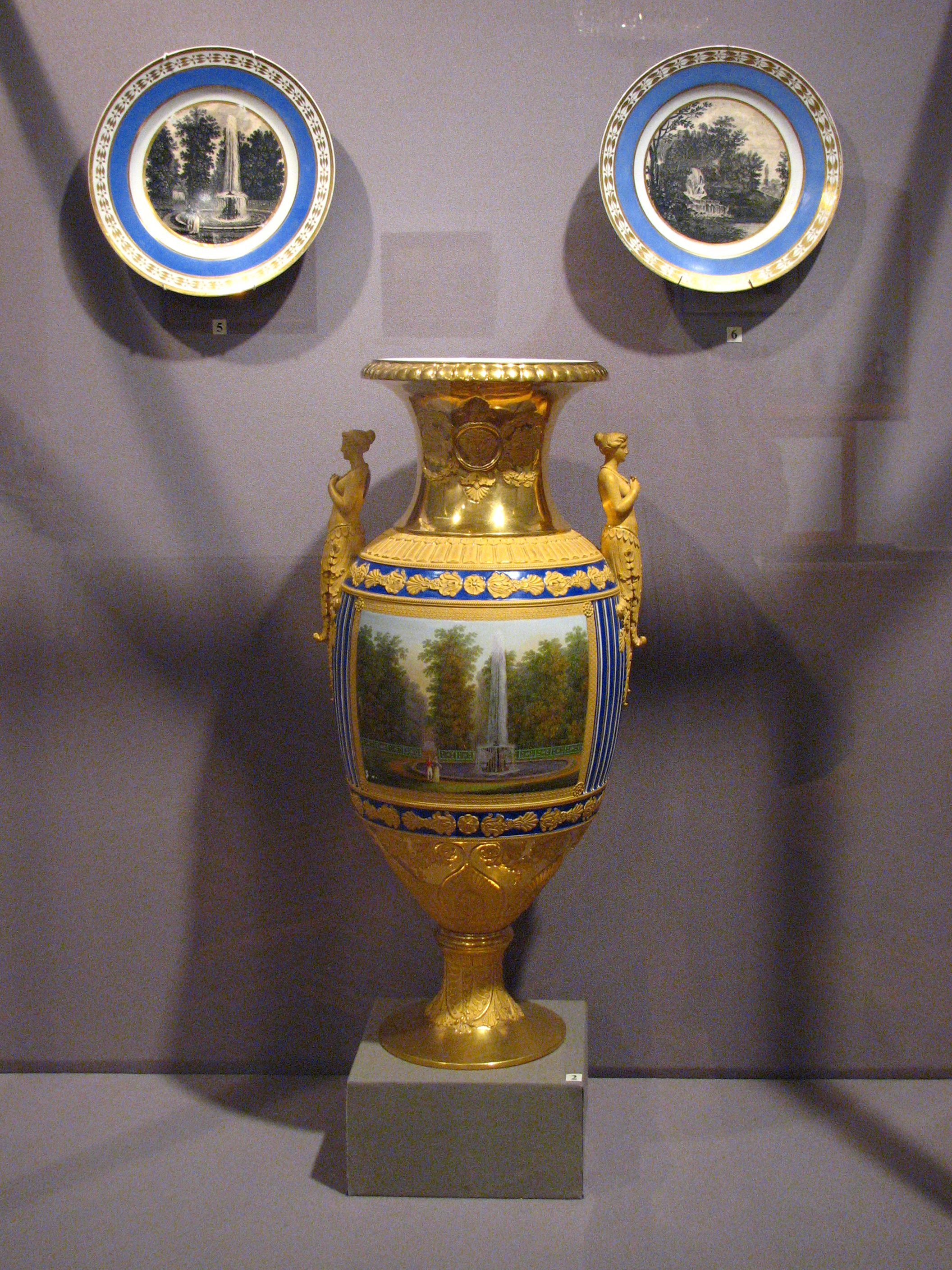
Exponate der Kaiserlichen Porzellanmanufaktur mit Darstellungen von Zarenresidenzen wie Peterhof und Tsarskoe Selo

Porzellanmeister von der KPM, Berlin und Künstler von Sèvres wurden eingeladen; die Brennkammern wurden umstrukturiert.
1806 wurde ein Embargo verhängt, das den Import von Porzellan nach Russland verbot. Die Konkurrenz zwischen den zahlreichen privaten Porzellanmanufakturen Russlands stieg dramatisch an. Die Produktion des IFS-Porzellans wurde aufgeteilt in die Abteilung für kaiserliche Geschenke, die teures Porzellan mit wenig Profit für den Hof anfertigte und die Abteilung für gewöhnliches Porzellan, die billigeres Porzellan auch mit Umdruck-Dekor für den russischen Adel produzierte. Als bedeutendstes Service dieser Periode ist das Russische oder Gurjew-Service (1816) mit Darstellungen des russischen Alltags und Volkstypen unter Federführung von S. S. Pimenow entstanden. Mehr als 100 Varianten goldenen Dekors schmücken die Tellerränder und bilden damit eine Enzyklopädie von Empire-Ornamenten. Viele Teile aus der Regierungszeit Alexander I. sind unmarkiert, es fehlt das A. Trotz der gleichgültigen Haltung Alexander I. gegenüber prunkvollem Hofleben wurden in dieser Periode die bedeutendsten Erzeugnisse in der Geschichte der IFZ geschaffen. Der Napoleon-Krieg (1812) hinterließ soldatische Darstellungen auch auf Porzellan.

### 1825–1894
Seit der Regierungszeit von Nikolaus I. (1825–1855) wurde importiertes Kaolin aus Limoges verwendet. Porzellanplatten und Porzellanstücke hoher Perfektion wurden produziert. Eine besondere Methode zum Vergolden von Porzellan wurde entwickelt, die besonders haltbar war und im Wechsel weich poliert, mattiert, graviert und bourchiert besonders brillant aussah. Goldgravuren auf mattem Fond unterstrichen die Plastizität und vermitteln den Eindruck von aus Gold Geschmiedetem.
Nikolaus I. hatte selbst Einfluss auf das Management der IFS. Neue Projekte zur Fertigung von Porzellanstücken wurden ihm vorgelegt und abgesegnet. Als Soldatenkönig präferierte er Wappen. So entstand das Goldene Wappenservice oder er ließ ein Wappen für seine Frau Alexandra Fjodorowna – Tochter von Friedrich Wilhelm III. und Luise – entwickeln. Der Spitzname der Zarin lautete die Weiße Rose. Einen Rosenkranz mit weißen Blüten ziert das Wappen des neogotischen Cottage-Palasts in Peterhof mit der Umschrift: Für Glaube, Zar und Vaterland. Dieses Service wurde 2005 wieder in das Programm der IFS aufgenommen und dient heute Putin als Repräsentations- und Staatsservice. Zu den bedeutendsten Servicen im russisch-byzantinischen Stil in der Epoche des Historismus zählen das Kreml- und das Konstantinservice. Mit einer Höhe von 2,65 m wurde die größte Porzellanvase der Welt erschaffen. Aber Porzellan spielte nicht nur an der Tafel eine Rolle. Unter der regen Bautätigkeit Nikolaus I. wurde viel Porzellan auch im Wohnbereich benötigt: Möbel, Rahmen, Leuchter, Kamingarnituren, Uhren, Ikonenwände, üppige Blumensträuße aus hauchdünnem Biskuitporzellan von P.U. Iwanow.
Ein eigenes Manufakturmuseum wurde 1844 gegründet, in dem Produkte in- und ausländischer Manufakturen gezeigt wurden. Später wurde eine Bibliothek mit seltenen Kunstbüchern, botanischen und zoologischen Atlanten, Zeichnungen, Gemälden und Stichen angegliedert. Unter Direktor Galjamin arbeiteten inzwischen 200 Spezialisten mit herausragenden Meistern der figürlichen, Landschafts- und Blumenmalerei. Berühmte Gemälde aus der Ermitage wurden auf Porzellan kopiert. Die Produktivität dieser Zeit war außerordentlich, Service der IFS wurden ebenso ergänzt wie Geschirre aus allen bedeutenden Manufakturen Europas. Auch wenn die alten Service immer noch in Benutzung waren, wurden nun für den täglichen Gebrauch neue, weiße mit Goldrand und Wappen in hoher Stückzahl produziert.
Seit Beginn der Periode Alexander II. (1855–1881) wurden ausschließlich importierte Rohmaterialien verwendet. Ein Jahr vor Aufhebung der Sklaverei in Russland wurde den Arbeitern der Manufaktur ihre Freiheit geschenkt, dennoch arbeiteten viele von ihnen weiterhin in der IFS. Das Recht, Häuser und Grundstücke in der Siedlung der Manufaktur zu besitzen, blieb in Kraft.
Die Aufträge des Zarenhofes ließen nach. Porzellan wurde hauptsächlich nach alten Vorlagen produziert. Seit Beginn der 1870er Jahre wurde das Kopieren berühmter Gemälde auf Porzellan eingestellt, Landschaften wurden nur noch selten dargestellt. Ornamentale Dekoration gewann die Oberhand. Bedeutend war noch einmal die Blumenmalerei von K.H. und F.I. Krasowskij. In der IFS fanden zunehmend farbige Glasuren zur Dekoration mit reliefartigen pâte-sur-pâte Mustern Verwendung. A.K. Spieß war der Schöpfer der meisten neuen Putten und Figuren. Da sich Zarin Maria Alexandrowna sehr an englischer Wedgwoodware erfreute, wurden englische Dekore eingeführt. Auch russisch-volkstümliche Motive wurden zunehmend auf den Porzellangegenständen abgebildet, was seinen Höhepunkt 1862 vermutlich im von Vivant Beaucé entworfenen Romanowschen Service fand.
1881 kam die Idee auf, das „nutzlose und unprofitable“ Unternehmen zu schließen. Später plante man, die Manufaktur an die Kaiserliche Kunstakademie anzuschließen. Mit Regierungsantritt von Alexander III. im selben Jahr änderte sich die Politik. Alexander befahl, die besten Bedingungen aus technologischer und künstlerischer Sicht zu schaffen, so dass die IFZ ihren Namen Kaiserlich wieder mit Würde und zum Vorbild aller privaten Porzellanmanufakturbesitzer tragen sollte. Der Architekt L.L. Schaufelberger wurde beauftragt, das Raffael-Zeremonien- und Dinner-Service für 50 Personen mit einer eigens dafür entwickelten Marke mit reicher kyrillischer Ornamentik zu schaffen. Der Zar, selbst künstlerisch engagiert, unterbreitete eigene Vorschläge.
1889 wurde die neue sang-de-boeuf Rezeptur für Glasuren entwickelt. Unter dem Einfluss der Zarin Maria Fjodorowna wurden seit 1892 Dekore in Unterglasurtechnologie mit der Hilfe von Fachleuten der Königlichen Porzellanfabrik in Dänemark eingeführt.

### 1894–1917

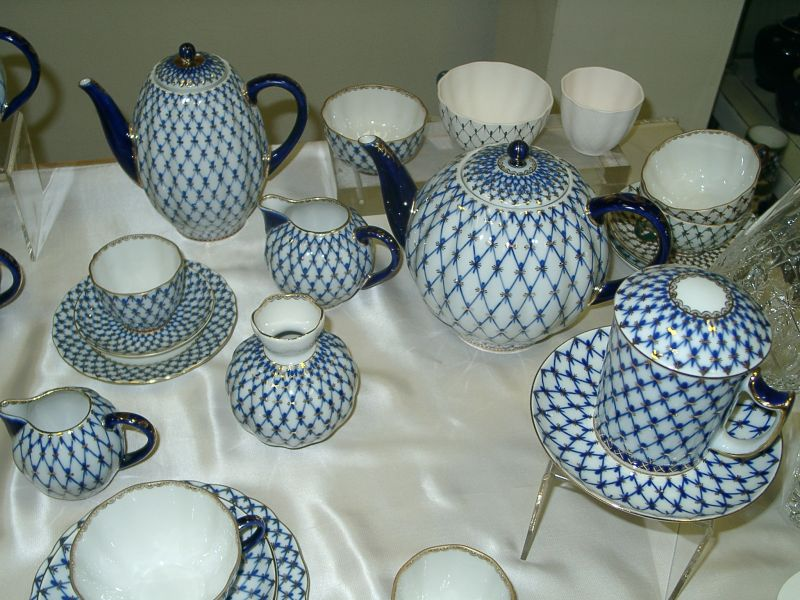
Kobalt-Netz, das Markenzeichen der Kaiserlichen Porzellanmanufaktur

In der Regierungszeit von Nikolaus II. zu Beginn des 20. Jahrhunderts war die IFS eine der führenden Porzellanmanufakturen Europas. Sie war für ihre makellose Qualität berühmt. Die Porzellanmasse wurde aus hochwertigen Rohstoffen zubereitet und lagerte 10 Jahre, bevor sie verarbeitet wurde.
Seit Alexander III. nahm der Jugendstil großen Einfluss auf die Porzellangestaltung.
Es wurde Porzellan mit eigentümlich gekrümmten Formen, die durch stilisierte Werke, Meerjungfrauen und andere Attribute des Jugendstils geschmückt waren, erzeugt.
Vasen hatten einzigartige Formen. Die Unterglasur-Malerei ermöglichte es dem Künstler, veränderliche Jahreszeiten und Winterlandschaften darzustellen.
Der Erste Weltkrieg veränderte das Spektrum. Um von Deutschland unabhängig zu sein, wurde nun auch technisches Porzellan produziert. Nur Ostereier waren noch unter den Soldaten beliebt. Die Kaiserlichen Eier, die zum orthodoxen Fest in genau festgelegter Stückzahl für die kaiserliche Familie produziert wurden, waren nun zu kleinen, einfach bemalten Kriegseiern reduziert worden.

## Sowjetzeit (1918–1993)

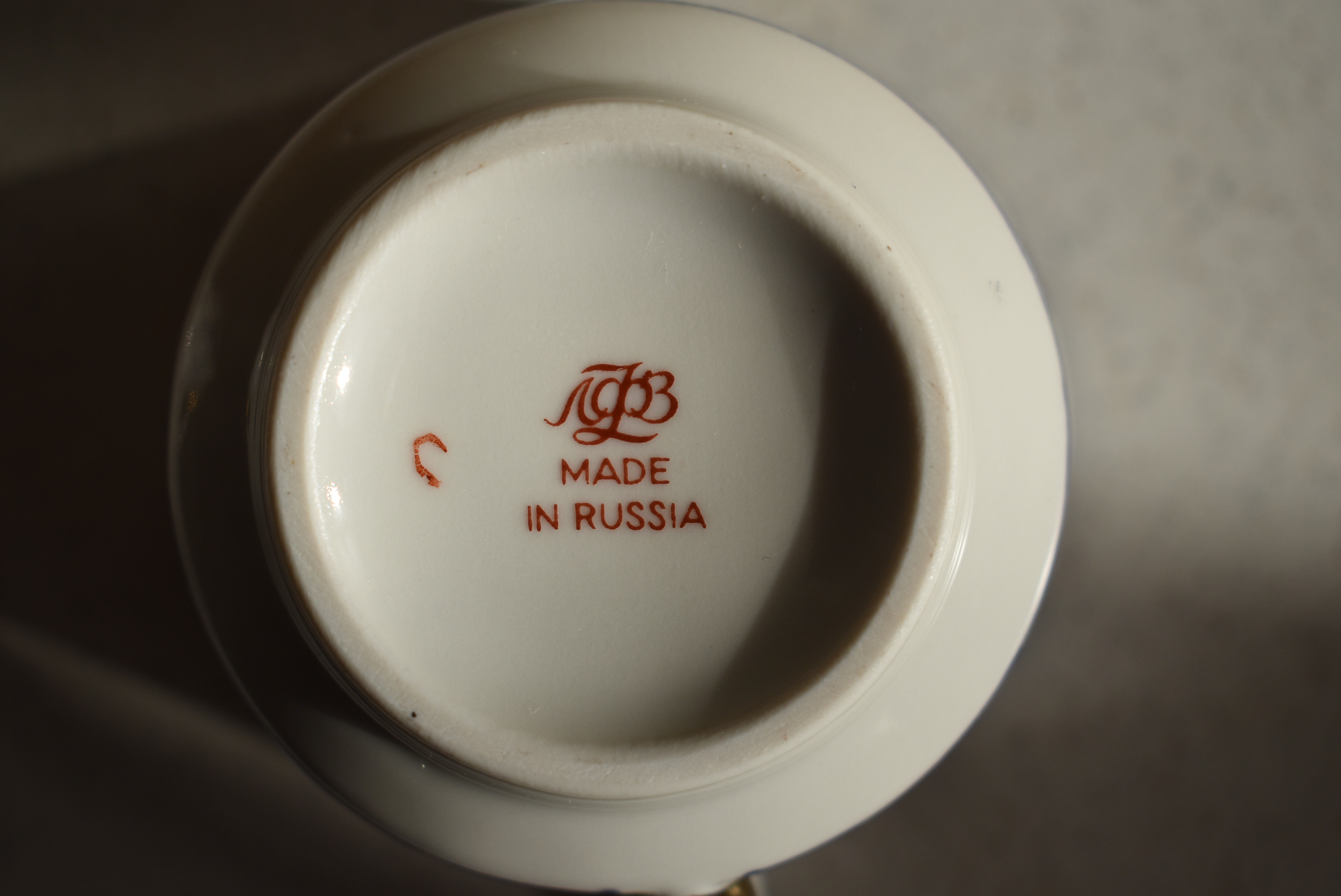
Markenzeichen LFZ (ЛФЗ), 1990er Jahre

Während die Manufaktur zur Zarenzeit hauptsächlich für den Zarenhof produzierte, wurde sie nach der Oktoberrevolution 1917 verstaatlicht und in Staatliche Porzellanmanufaktur (GFZ – Gossudarstvennyi Farforovyi Zavod) umbenannt. In den ersten Jahren der Sowjetunion wurde „Propagandaporzellan“ hergestellt. Avantgarde-Künstler wie El Lissitzky und Kandinsky schufen Hammer-und-Sichel-Vorlagen für Porzellanteller, Nikolai Fjodorowitsch Lapschin und Jelena Danko waren ebenfalls für die Manufaktur tätig. Direktorin der 1941 in den Westen Sibiriens verlegten Manufaktur war von 1919 bis 1942 Natalja Jakowlewna Danko.
Zum Jubiläum der Russischen Akademie der Künste im Jahre 1925 erfolgte die Umbenennung in Leningrader Lomonossow-Porzellanmanufaktur (LFZ – Leningradski Farforowy Sawod imeni M.W. Lomonossowa).
Bis heute (2017) wird das berühmte Kobalt-Netz-Service handbemalt produziert, das 1949 dem ersten Service von Katharina II. nachempfunden wurde.

## Postsowjetisches Russland (ab 1993)
1993 wurde die IFS privatisiert und begann, ihr weitgehend unbekanntes Porzellan insbesondere in die USA und Japan zu exportieren. 1999 stieg der amerikanische Investor KKR in die IFZ ein. Als bekannt wurde, dass die KKR offenbar nur am unbezahlbaren Werksmuseum interessiert war, kam es zum Rechtsstreit. Die russische Regierung stellte die kostbare Sammlung unter der Schirmherrschaft der Ermitage sicher. Nicht wirklich an der Manufaktur interessiert, verkaufte der Investor die IFS 2002 an Nikolai Zwetkow, Präsident von Nikoil, der sie seiner Frau am 8. März zum Internationalen Frauentag schenkte.
2005 wurde die Lomonossow-Manufaktur in „Kaiserliche Porzellanmanufaktur“ umbenannt und mit dem russischen Staatswappen (Kaiserlicher Doppeladler) und dem Gründungsjahr 1744 als Marke versehen.
Porzellane aus der Zarenzeit, die in der Ermitage ausgestellt sind, wurden wieder in das Programm der Manufaktur aufgenommen.